# Дубровка (Монастырщинский район)
Дубровка — деревня в Монастырщинском районе Смоленской области России. Входит в состав Любавичского сельского поселения. Население — 4 жителя (2007 год). 
Расположена в западной части области в 26 км к юго-западу от Монастырщины, в 52 км западнее автодороги А141 Орёл — Витебск, на берегу реки Ослянка. В 56 км восточнее деревни расположена железнодорожная станция Васьково на линии Смоленск — Рославль. 

## История
В годы Великой Отечественной войны деревня была оккупирована гитлеровскими войсками в июле 1941 года, освобождена в сентябре 1943 года.
В 1963 году указом Президиума Верховного Совета РСФСР деревня Гультаевка Монастырщинского сельского района переименована в деревню Дубровка.